# Dawka
Dawka – ilość substancji chemicznej lub promieniowania podana, pobrana lub wchłonięta do organizmu określoną drogą, warunkująca brak lub wystąpienie określonych efektów biologicznych, wyrażonych odsetkiem organizmów odpowiadających na tę dawkę.
Zwykle dawka jest wyrażona w jednostkach wagowych na masę lub powierzchnię ciała, niekiedy dodatkowo na dobę.